# Pirateria a l'estret de Malaca

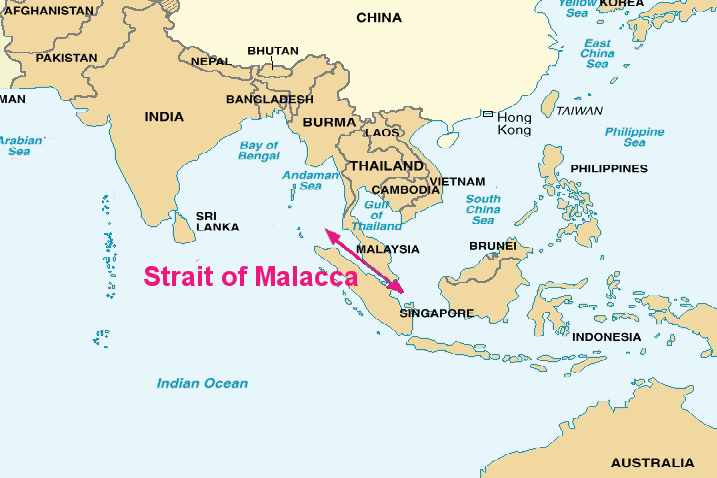
Estret de Malaca

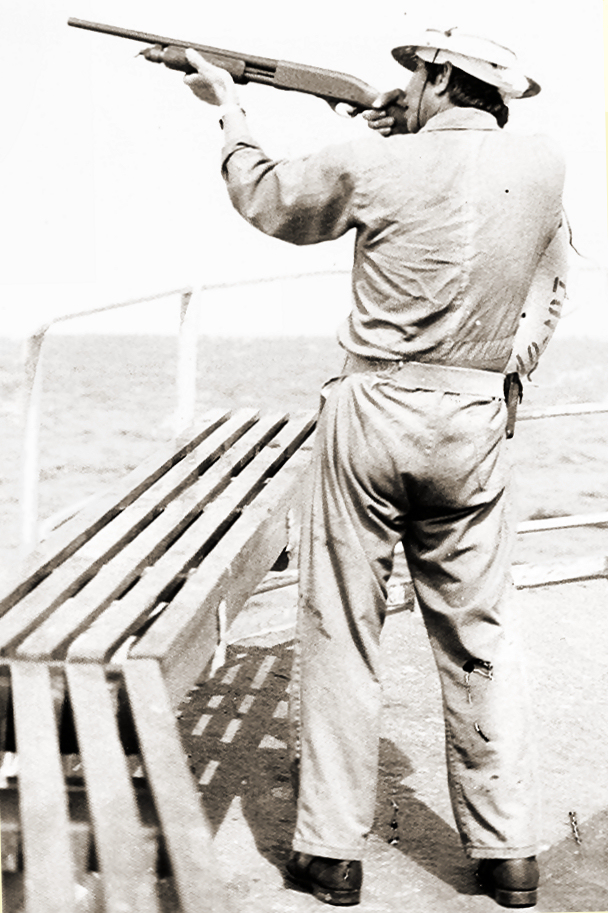
Un marí mercant dels Estats Units apunta durant un entrenament per a refusar els pirates en l'Estret de Malaca,1984.

La pirateria a l'Estret de Malaca ha estat històricament una amenaça sense resoldre als armadors i els mariners que recorren la via marítima d'uns 900 quilòmetres de llargada (550 milles). En els últims anys, les patrulles coordinades per Indonèsia, Malàisia i Singapur, juntament amb una major seguretat en els vaixells han provocat un radical descens en la pirateria, segons l'Oficina Marítima Internacional (IMB). La pirateria a la recta de Malacca es va originar al voltant del segle XIV.
La geografia a l'Estret de Malaca fa la regió molt susceptible a la pirateria. Va ser, i continua sent, un important lloc de pas entre la Xina i l'Índia, i va ser utilitzat en gran manera per al comerç. L'estret és a la ruta entre Europa, el Canal de Suez, i els països exportadors de petroli del Golf Pèrsic, i els ports de l'Est d'Àsia. El pas és estret, conté milers d'illots, i és una eixida per a molts rius, per la qual cosa és un lloc perfecte per als pirates per ocultar-se i evadir les seues captures.

## Història
Històricament, la pirateria en l'Estret de Malaca, no només era una forma lucrativa de vida, sinó també un instrument polític important. Els governants es van ajudar dels pirates de la regió per mantenir el seu control. Un exemple va ser la norma del segle xiv del príncep de Palembang, Parameswara. Va ser a través de la lleialtat de les tripulacions pirates del poble Orang Laut, que Parameswara va sobreviure als intents d'expansió dels governants veïns i, finalment, va passar a fundar el Sultanat de Malaca. Entre els segles XV i XIX, les aigües de Malàisia van tenir un paper clau en la lluita pel poder polític en tot el sud-est asiàtic. A part dels poders locals, també s'inclouen els antagonistes de les potències colonials, com els portuguesos, holandesos i britànics. Un registre de la presència estrangera, especialment al Mar de la Xina Meridional i l'Estret de Malaca, es troba avui en restes submarines dels vaixells de vela perduts a les tempestes, per accions de pirateria, batalles, i maniobres poc hàbils dels tripulants.
Els segles xviii i xix van registrar un augment de la pirateria a l'estret ensems els colonitzadors europeus van arribar a la regió. En part, l'arribada dels nouvinguts europeus va ser impulsada per l'imperatiu econòmic per controlar el lucratiu comerç d'espècies. Segons Charles Corn, autor dels aromes de l'Edèn, una narrativa del comerç d'espècies The Scents of Eden: A Narrative of the Spice Trade:
| « | Les espècies conduïren l'economia mundial en aquells dies de la forma que el petroli ho fa en l'actualitat. | » |

L'augment del tràfic comercial a través de l'estret i les males condicions econòmiques de les poblacions locals va conduir a moltes persones a la pirateria. La pirateria també s'utilitzà de vegades com una forma de resistència política al colonialisme. Tripulacions pirates sovint provenien de la gent Lanun, que habitaven pobles costaners de la regió. Pirates xinesos, pàries de la dinastia Qing de la Xina, també van poder trobar a les seves preses en els vaixells de comerç confiats.
En la dècada de 1830, les potències colonials que controlaven la regió, els britànics i els holandesos, van acordar frenar la pirateria rampant. Es va assenyalar a la demarcació angloholandesa al llarg de l'estret i van acordar lluitar contra la pirateria en el seu propi costat de la línia de demarcació. Aquesta línia de demarcació amb el temps es convertiria en la frontera d'avui dia, entre Malàisia i Indonèsia a l'estret. L'augment de les patrulles marítimes i la tecnologia superior per part de les potències europees, així com l'estabilitat política i la millora de les condicions econòmiques a la regió, amb el temps va permetre a les potències europees frenar en gran manera la pirateria a la regió per la dècada de 1870.

## Pirateria Moderna

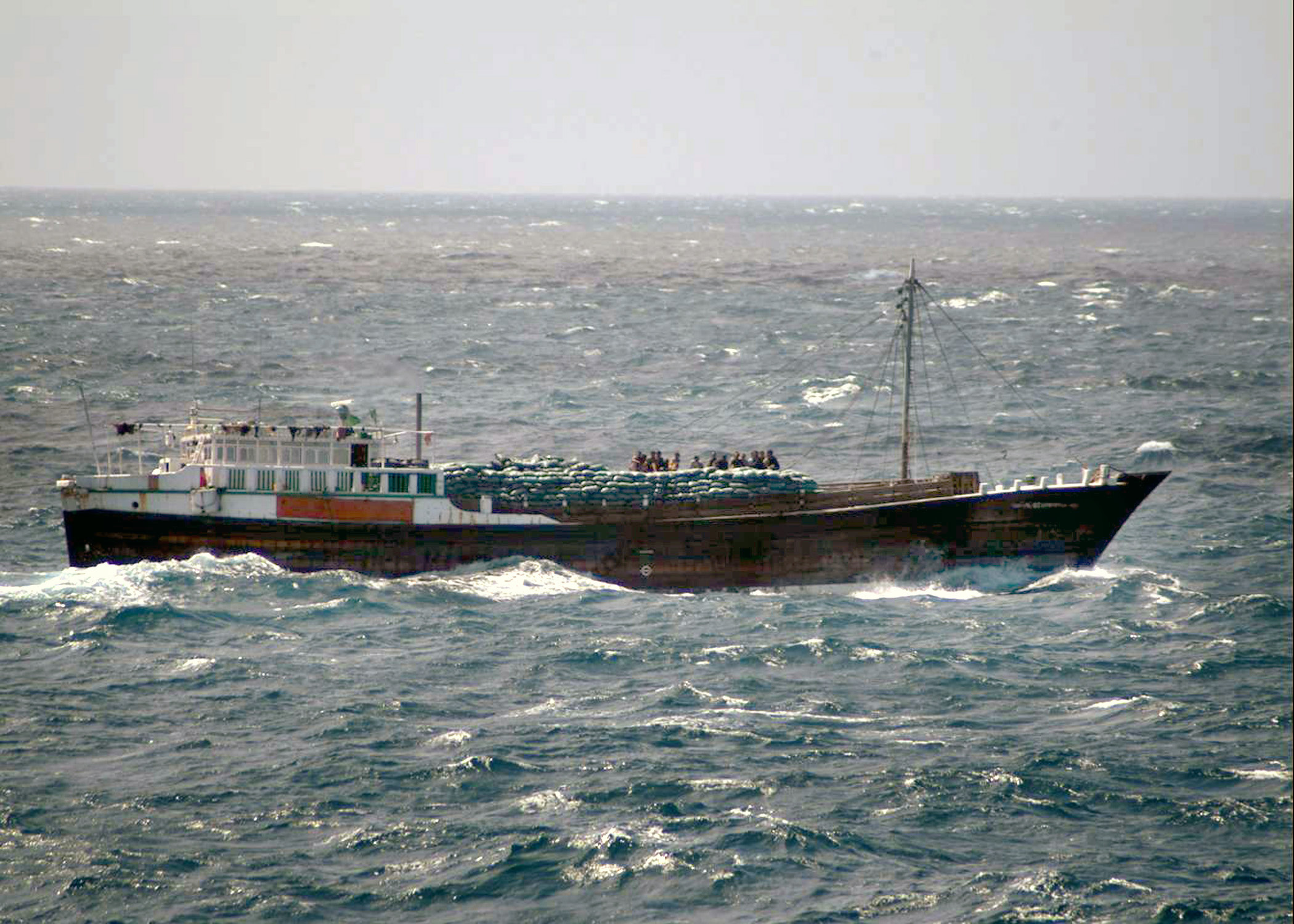
Presumptes pirates a la coberta d'un 'dhow', a prop d'aigües de l'oest de Malàisia.

L'Oficina Marítima Internacional (IMB) informà a tot el món que els atacs pirates es van reduir per tercer any consecutiu el 2006. Els atacs a vaixells a alta mar el 2006 va caure a 239 vaixells, enfront de 276 el 2005. Aquesta mateixa tendència es va fer ressò en l'Estret de Malaca, on els atacs es va reduir de 79 el 2005 a 50 en 2006. No obstant això, el 2004, la regió va representar el 40% de la pirateria a tot el món. L'IMB informar a l'octubre de 2007 que Indonèsia segueix sent la regió amb més colps pirata del món, amb 37 atacs des de gener de 2007, malgrat una millora dels mateixos nou mesos de 2006.
Els atemptats de l'11 de setembre de 2001 van augmentar la percepció d'amenaça de la pirateria relacionada amb el terrorisme. No obstant això, els experts de l'Administració Marítima dels Estats Units d'Amèrica (MARAD) apunten a la necessitat de distingir el terrorisme de la pirateria, i la pirateria de les quadrilles de terra que roben als vaixells en port. Els observadors argumenten que no hi ha un simple problema de la violència al mar, sinó més aviat un conjunt de problemes. Posteriorment, els diferents tipus de violència requereixen defenses diferents.
La tecnologia està sent utilitzada per a combatre la pirateria, a més de patrulles aèries i marítimes. Per exemple, l'informe anual de 2006 de l'IMB assenyala que des de juliol de 2004 els vaixells de 500 tones brutes o més han de tenir sistemes d'alerta de seguretat a bord. Els sistemes de seguretat inclouen dispositius de localització en temps real o proper al real, del vaixell. D'altra banda, la Federació d'Associacions d'Armadors d'Àsia (Fasa) ha posat en marxa un sistema de base de dades per proporcionar informació actualitzada sobre la ubicació, tipus d'atacs, i els resultats. El sistema, Centre d'Intercanvi d'Informació (Information Sharing Centre (ISC)), és part d'un pacte de 14 nacions per lluitar contra els pirates. Segons la Secretaria Permanent del Ministeri de Transport de Singapur:
| « | La pirateria és un problema transnacional i aquesta és la primera vegada que un organisme internacional s'ha creat per tractar exclusivament el problema de la pirateria a Àsia. | » |

Pirates armats i violents robant a tripulacions en la mar, aconsegueixen captar l'atenció dels titulars. Malgrat això, l'impacte econòmic directe de robatoris al mar es veu limitada en el context del volum del comerç mundial en l'àrea. El botí pirata habitual es limita a les provisions del vaixell, les peces del motor, diners en efectiu i béns personals dels membres de la tripulació. Així i tot, els costos indirectes de la pirateria són notables, ja que inclouen mesures de seguretat i els increments de les primes d'assegurança per a la navegació.
La companyia Lloyds de Londres prèviament a la creació de l'ISC declarà l'estret una zona d'alt risc de guerra a efectes de l'assegurança, la qual cosa subratlla la reputació “fora de la llei” de l'estret de Malaca en els últims anys. La declaració suposà l'afegitó d'una prima de l'1 per cent del valor de la càrrega "enfurint a les companyies navilieres", segons informes de premsa. La declaració de la via marítima com una àrea d'alt risc de guerra citava termes com ara "guerra, vagues, terrorisme i perills relacionats." Tanmateix, funcionaris de l'empresa van aixecar l'advertència el 2006, després que Singapur i Indonèsia van desplegar patrulles aèries i marítimes
Els atacs de pirates no han aturat els prop de 50.000 vaixells que cada any transiten per l'estret passadís. El 40% del comerç mundial passa a través d'aquest estret. A més, s'ha convertit en la més important ruta de transport de petroli de l'Orient Mitjà als mercats del petroli a l'est d'Àsia.
Segons la IMB, la majoria dels pirates moderns de la regió són d'origen indonesi. Dels països de la regió, la Marina d'Indonèsia és la menys preparada per lluitar contra la pirateria. Els casos de pirateria moderna solen caure en una de tres categories: els pirates a la recerca de guanys fàcils, els pirates que treballen o pertanyen a sindicats del crim organitzat, o pirates vinculats a grups terroristes o separatistes amb motivacions polítiques.
Els pirates que busquen obtenir beneficis fàcils solen ser criminals oportunistes. Busquen blancs fàcils, roben als vaixells i les seves tripulacions diners i objectes de valor. Els atacants pertanyents a sindicats del crim organitzat actuen amb més sofisticació i planificació. Les seves operacions, que requereixen l'habilitat, la coordinació i el finançament, tenen l'objectiu de robar grans càrregues o segrestar a les tripulacions dels vaixells per exigir rescat. El tipus de pirateria relacionat amb el terrorisme funciona de manera similar a les relacionades amb el crim organitzat, però la pirateria relacionada amb el terrorisme és diferent en la motivació, ja que busca obtenir fons per continuar amb activitats terroristes o tracta de fer propaganda i declaracions polítiques.

### Col·laboració multinacional
El 2004, els tres països de la regió, Indonèsia, Malàisia, Singapur van augmentar els esforços per patrullar l'estret en un intent per frenar la pirateria. Mentre que Singapur vol el suport internacional en aquest esforç, Indonèsia i Malàisia s'oposen a la intervenció estrangera. El problema és especialment greu a Indonèsia.
Amb Indonèsia, deixant clar que no està adequadament equipada per patrullar l'estret, l'Armada i la Guàrdia Costanera Índies finalment van accedir a unir-se a la patrulla multinacional de la pirateria a l'Estret de Malaca el 2006. Índia també està construint una base de patrulles UAV -Unmanned aerial Vehicle, és a dir, avions sense pilot - a les illes d'Andaman i Nicobar per vigilar el mar d'Andaman, que es troba al costat de l'Estret de Malaca.
Per al 2009 la pirateria ha disminuït de forma pronunciada a la regió a causa de la cooperació entre els governs. No obstant això, d'acord amb l'experta en pirateria Catherine Zara Raymond.:
| « | No sembla un fracàs, sobretot fora de la regió, per reconèixer aquest canvi en la freqüència dels atacs pirates i la magnitud del problema. Mentre que la pirateria ha estat sens dubte una preocupació al canal en el passat, amb atacs reportats que arribaren a setanta-cinc l'any 2000, el nombre de casos ha anat disminuint des de l'any 2005. | » |

.